# 舊錫尼亞瓦

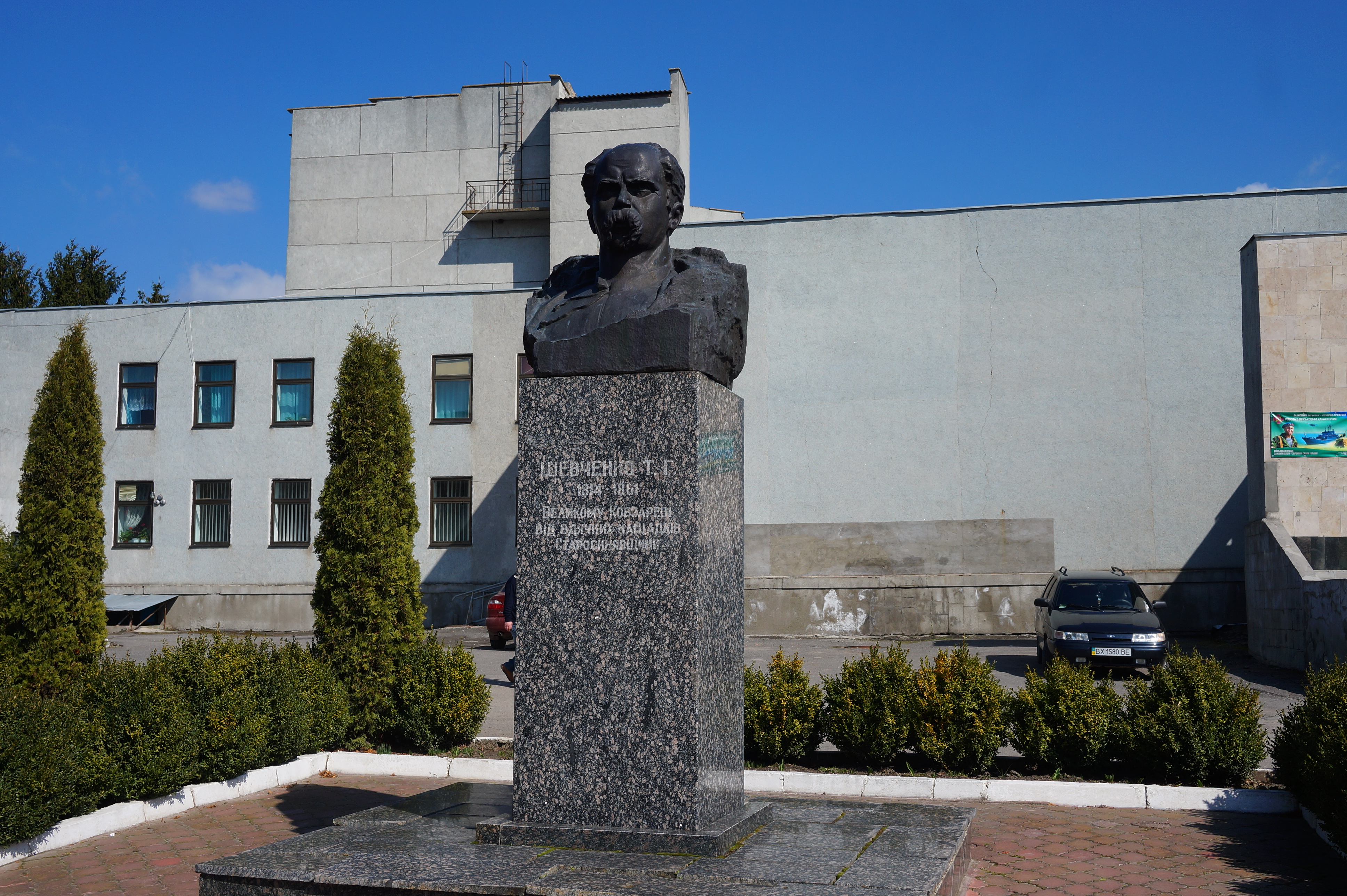
塔拉斯·舍甫琴科雕像

舊錫尼亞瓦（羅馬化：Stara Syniava）是烏克蘭西部赫梅利尼茨基州赫梅利尼茨基區旧锡尼亚瓦市镇的鎮及其行政中心。曾是原舊錫尼亞瓦區的区府，面積13.75平方公里，2015年人口5,553，人口密度每平方公里403.85人。